# Sociedad Deportiva Buelna
La Sociedad Deportiva Buelna es un club polideportivo de Los Corrales de Buelna (Cantabria) España. En la actualidad solo tiene sección de fútbol. La temporada 2024-25 milita en la Segunda Regional de Cantabria tras descender la pasada temporada.

## Sección de fútbol
El club actual se fundó en septiembre de 1948, pero con anterioridad ya existieron en la localidad el Buelna Sport (1920), Besaya FC (mediados de los años 20), Buelna Sport de nuevo (1945) y, tras la desaparición de éste, la SD Buelna (1948).
La sección de fútbol ha logrado, entre otros, el campeonato de Cantabria de Aficionados (1971 y 1984) y la Copa Cantabria (1980). Gracias a su victoria en el campeonato de Cantabria de Aficionados participó en el Campeonato Nacional de Aficionados de 1971, donde eliminó en dieciseisavos de final al Villosa (4-1 en Los Corrales, 3-1 en Llodio) y en octavos al Siero (0-0 en Pola de Siero, 2-0 en Los Corrales), para caer en cuartos de final ante el Guecho (0-2 en Los Corrales, 7-0 en Guecho).
La temporada 2009-10 logró la permanencia en Tercera División por primera vez en su historia, y en los inicios de la temporada 2010-11 alcanza las semifinales de la fase cántabra de la Copa Federación.

## Datos del Club
- Temporadas en 1.ª: 0
- Temporadas en 2.ª: 0
- Temporadas en 2.ªB: 0
- Temporadas en 3.ª: 9 (1981-82, 1983-84, 1986-87, 2007-08, 2009-10 a 2011-12, 2013-14 a 2014-15)

## Palmarés
- Campeón de Regional Preferente (1): 1982-83
- Campeón de Primera Regional (3): 1979-80, 1990-91 y 2004-05
- Subcampeón de Regional Preferente (1): 1980-81
- Subcampeón de Primera Regional (1): 1999-2000
- Mejor clasificación en Tercera: 9.º (2010-11)
- Copa Cantabria (1): 1980
- Copa Stadium (1): 1953
- Campeón de Cantabria de Aficionados (2): 1971 y 1984
- Subcampeón de Cantabria de Aficionados (2): 1954 y 1982
- Subcampeón del Torneo Federación de Cantabria (1): 1954

### Torneos amistosos
- Campeón del Trofeo Memorial Manuel Concha Menocal (1): 2013[3]
- Subcampeón del Trofeo Bodas de Oro del Vimenor (1): 1978[4]
- Subcampeón del Trofeo Ciudad de Reinosa (1): 1981[5]

## Uniforme
- Primer uniforme: Camiseta, pantalón, y medias azules.
- Segundo uniforme: Camiseta naranja, pantalón negro y medias naranjas.

## Estadio
El terreno de juego donde disputa sus encuentros como local el Buelna es el Estadio Municipal de Deportes de Los Corrales, con capacidad para 5000 espectadores. Este campo se denominó con anterioridad Estadio Forjas de Buelna, puesto que la empresa Quijano Forjas de Buelna fue la que cedió el terreno. En 1990 pasa a ser del Ayuntamiento de Los Corrales, y recibe su denominación actual.

## Temporadas del Buelna
Temporadas del Buelna desde 1977-78:
| Temporada | Categoría                  | Puesto | Notas                  |
| --------- | -------------------------- | ------ | ---------------------- |
| 1977-78   | Regional Preferente        | 9.º    |                        |
| 1978-79   | Regional Preferente        | 18.º   | descenso               |
| 1979-80   | Primera Regional           | 1.º    | ascenso                |
| 1980-81   | Regional Preferente        | 2.º    | ascenso                |
| 1981-82   | Tercera                    | 18.º   | descenso               |
| 1982-83   | Regional Preferente        | 1.º    | ascenso                |
| 1983-84   | Tercera                    | 20.º   | descenso               |
| 1984-85   | Regional Preferente        | 14.º   |                        |
| 1985-86   | Regional Preferente        | 11.º   | ascenso                |
| 1986-87   | Tercera                    | 20.º   | descenso               |
| 1987-88   | Regional Preferente        | 14.º   |                        |
| 1988-89   | Regional Preferente        | 20.º   | descenso               |
| 1989-90   | Primera Regional           | 12.º   |                        |
| 1990-91   | Primera Regional           | 1.º    | ascenso                |
| 1991-92   | Regional Preferente        | 19.º   | descenso               |
| 1992-93   | Primera Regional           | 12.º   |                        |
| 1993-94   | Primera Regional           | 10.º   |                        |
| 1994-95   | Primera Regional           | 13.º   |                        |
| 1995-96   | Primera Regional           | 4.º    | ascenso                |
| 1996-97   | Regional Preferente        | 13.º   |                        |
| 1997-98   | Regional Preferente        | 17.º   | descenso               |
| 1998-99   | Primera Regional           | 9.º    |                        |
| 1999-00   | Primera Regional           | 2.º    | 1.º en fase de ascenso |
| 2000-01   | Regional Preferente        | 13.º   |                        |
| 2001-02   | Regional Preferente        | 14.º   |                        |
| 2002-03   | Regional Preferente        | 17.º   | descenso               |
| 2003-04   | Primera Regional           | 12.º   |                        |
| 2004-05   | Primera Regional           | 1.º    |                        |
| 2005-06   | Primera Regional           | 4.º    | ascenso                |
| 2006-07   | Regional Preferente        | 3.º    | ascenso                |
| 2007-08   | Tercera                    | 20.º   | descenso               |
| 2008-09   | Regional Preferente        | 3.º    | ascenso                |
| 2009-10   | Tercera                    | 14.º   |                        |
| 2010-11   | Tercera                    | 9.º    |                        |
| 2011-12   | Tercera                    | 18.º   | descenso               |
| 2012-13   | Regional Preferente        | 3.º    | ascenso                |
| 2013-14   | Tercera                    | 10.º   |                        |
| 2014-15   | Tercera                    | 19.º   | descenso               |
| 2015-16   | Regional Preferente        | 19.º   | descenso               |
| 2016-17   | Primera Regional           | 5.º    |                        |
| 2017-18   | Primera Regional           | 16.º   | descenso               |
| 2018-19   | Segunda Regional           | 7.º    |                        |
| 2019-20   | Segunda Regional (Grupo 1) | 7.º    |                        |
| 2020-21   | Segunda Regional (Grupo 2) | 7.º    |                        |
| 2021-22   | Segunda Regional (Grupo 1) | 6.º    |                        |
| 2022-23   | Segunda Regional (Grupo 1) | 1.º    | ascenso                |
| 2023-24   | Primera Regional           | 16.º   | descenso               |
| 2024-25   | Segunda Regional (Grupo 1) |        |                        |

Fuente: futbol-regional.es

## Filiales
El Buelna ha contado a lo largo de su historia con dos equipos filiales en categoría regional, el Juvenil Buelna en los años 50 y el Buelna B desde la temporada 2012-13.
El Juvenil Buelna empezó a competir la temporada 1952-53 en Tercera Regional, dando el salto a Segunda Regional la temporada 1956-57. Al término de esa temporada el equipo dejó de competir.
Temporadas del Juvenil Buelna:
- 1952-53: Tercera Regional (7.º - grupo 2)
- 1953-54: Tercera Regional (6.º - grupo 2)
- 1954-55: Tercera Regional (3.º - grupo 2)
- 1955-56: Tercera Regional (4.º - grupo 2)
- 1956-57: Segunda Regional (5.º - grupo 1)

El Buelna B comienza a competir la temporada 2012-13 en la última categoría del fútbol senior en Cantabria, la Segunda Regional. Es la primera vez en 55 años que el Buelna vuelve a contar con un conjunto filial en categoría regional. Al finalizar la temporada el equipo acaba 16.º, cerrando la tabla clasificatoria.
Temporadas del Buelna B
- 2012-13: Segunda Regional (16.º)

## Sección de bolo palma
En 1962 se creó la sección de bolo palma de la SD Buelna. En su primera temporada, en Segunda Categoría, logró la victoria en el grupo Corrales, y el subcampeonato de la categoría, con lo que ascendió a la Primera Categoría del Torneo Diputación.
Militó en la máxima categoría en 1963, 1967, 1968, 1969 y 1970. En 1971 fue patrocinada por la empresa British Leyland Authi, con fábrica en Los Corrales. Con este nombre permaneció en la máxima categoría en 1971, 1973, 1974 y 1975, logrando su mejor clasificación histórica (sexta en 1974). Recuperado el nombre de SD Buelna, se mantuvo en Primera la temporada 1976, y tras varios años en categorías inferiores, desapareció en 1981.

### Palmarés
- 10 temporadas en Primera: 1963, 1967 a 1971, 1973 a 1976.
- Subcampeón de Segunda Categoría (1): 1962.
- Campeón de grupo en Segunda Categoría (2): 1962 y 1972.

## Otras secciones deportivas
La SD Buelna ha tenido a lo largo de su historia otras secciones deportivas, caso de la de atletismo (varias veces campeona de Cantabria de Cross), baloncesto, balonmano (campeones de Cantabria), ciclismo, tenis y montañismo.